# 努瓦迪布
努瓦迪布（阿拉伯语：‎），1907年至1970年称艾蒂安港，毛里塔尼亚的第二大城市（仅次于首都努瓦克肖特），努瓦迪布湾省首府，位于一个名为拉斯努瓦迪布（‎）仅的长40英里的半岛上，半岛西部属西撒哈拉，努瓦迪布距离边境不足1英里。
努瓦迪布是毛里塔尼亚的商业中心，渔业和采矿业是当地的主要经济活动。

## 圖集

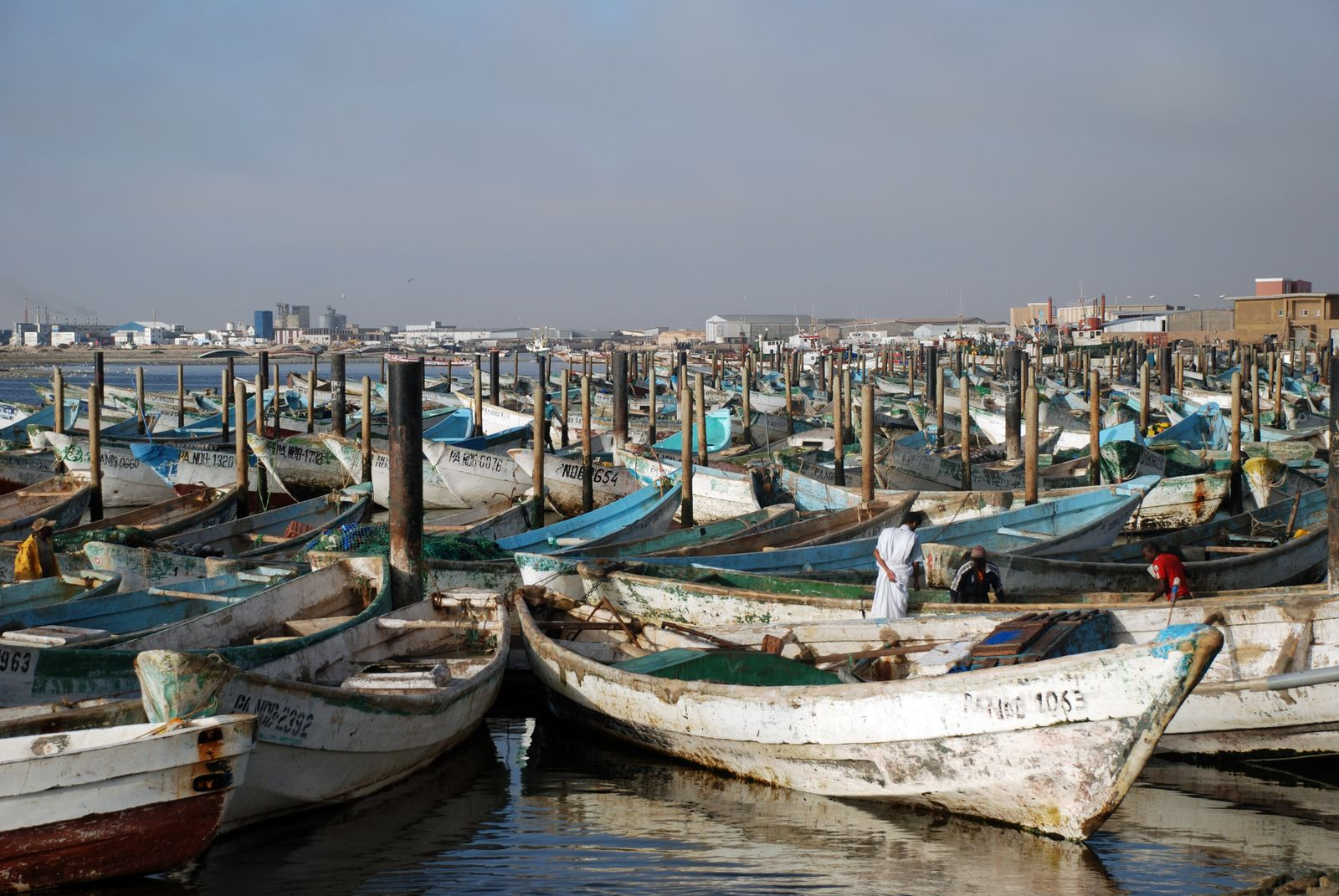
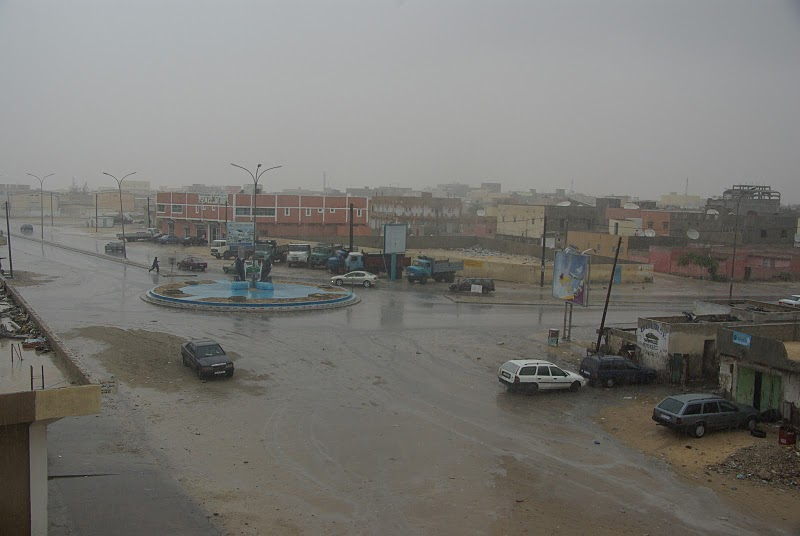
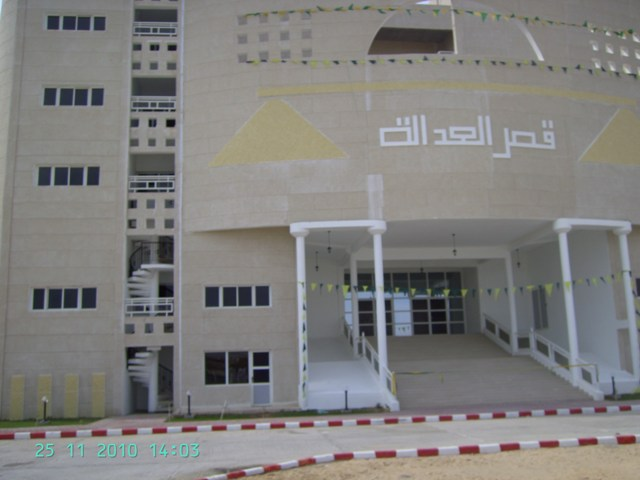
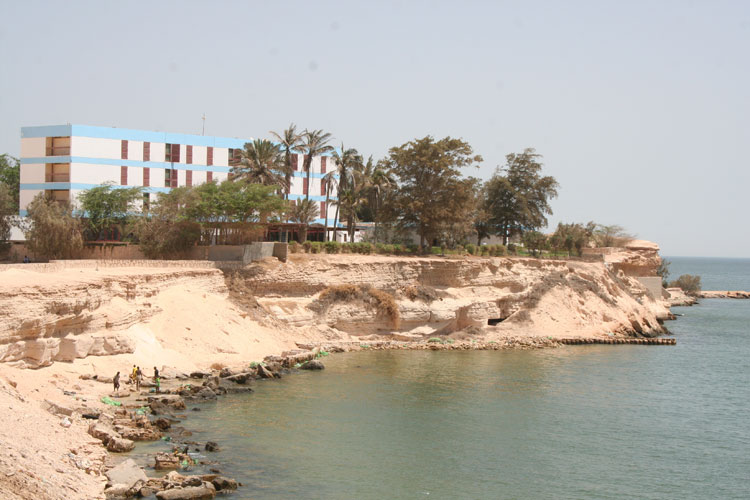
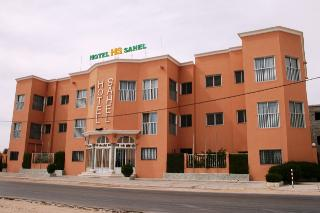
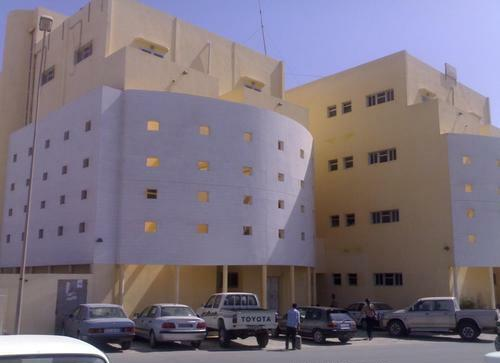
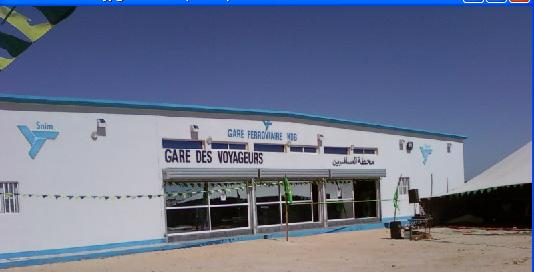
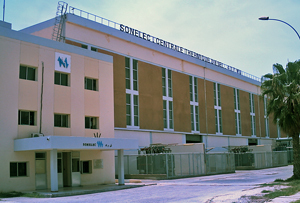
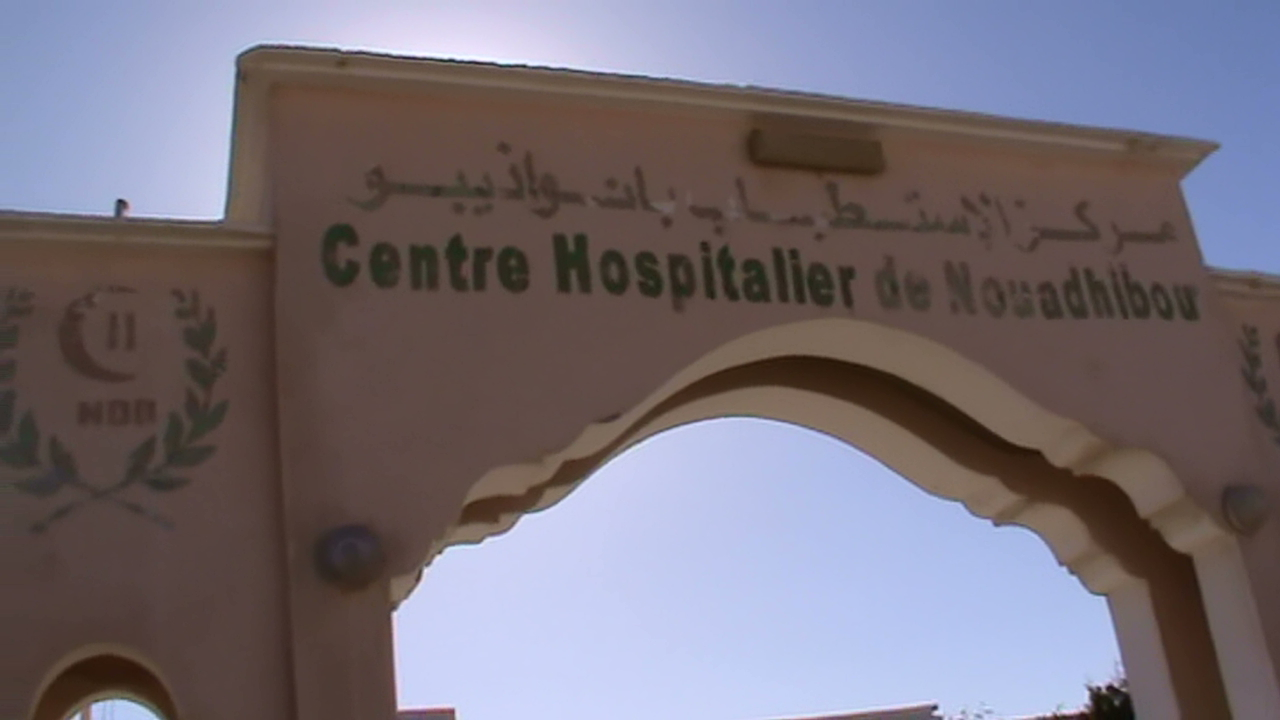